# (37556) Svyaztie
(37556) Svyaztie (1982 QP3) – planetoida z pasa głównego asteroid okrążająca Słońce w ciągu 3,48 lat w średniej odległości 2,3 j.a. Odkryta 28 sierpnia 1982 roku.